# Potamotrygon pantanensis
Potamotrygon pantanensis es una especie del género de peces de agua dulce Potamotrygon, de la familia Potamotrygonidae, cuyos integrantes son denominadas comúnmente raya de río o chucho de río. Habita en ambientes acuáticos cálidos en el centro de Sudamérica. 

## Taxonomía
Esta especie fue descrita originalmente en el año 2013 por los ictiólogos Thiago Silva Loboda y Marcelo Rodrigues de Carvalho. Fue descubierta como nueva especie como parte de los resultados obtenidos de una revisión sistemática del complejo de especies de Potamotrygon motoro que habitan en la cuenca del Paraná-Paraguay. Su diferenciación se basa en características morfológicas internas (componentes del esqueleto) y externas, como espinas caudales, coloración dorsal y ventral, dentículos dérmicos, canales del sistema de la línea lateral, etc.
El ejemplar holotipo es el catalogado como MZUSP 110890, una hembra adulta de 323 mm de diámetro. La localidad tipo es: baia Sinhá Mariana, afluente del río Cuiabá, distrito de Barão de Melgaço, estado de Mato Grosso, Brasil. Fue capturada el 24 de abril de 2000 por W. J. da Graça.
Etimología
Etimológicamente, el nombre genérico Potamotrygon viene del griego, donde potamos significa 'río', y trygon que significa 'raya picadora'. El término específico pantanensis se compone de la palabra "pantanal" y el sufijo en latín ensis, que significa: 'vive en' o 'que vive'. De esa manera se recuerda a a regiób donde habita esta especie: el Pantanal.

## Distribución
Esta especie se distribuye en el centro de América del Sur, en la cuenca del Plata, subcuenca del río Paraguay, habitando sólo en la región norte del Pantanal, en los ríos ubicados en los municipios de Barão de Melgaço, Rosário do Oeste y la Chapada dos Guimarães, todos en el estado de Mato Grosso, Brasil, país de donde es endémica.
Es característica de la ecorregión de agua dulce Paraguay.

## Costumbres
La madurez sexual de las hembras se produce al contar con un diámetro de entre 24 y 47 cm, mientras que los machos maduran sexualmente al llegar a diámetros de entre 23 y 28 cm.
Sus costumbres son las aplicables a los demás miembros de su género, los que habitan en el fondo limoso o arenoso de los ríos y arroyos, pasando fácilmente desapercibidos gracias a su coloración críptica.
Como método de defensa, estos peces están provistos de una fina y punzante espina situada sobre el dorso de la cola; cuando algún bañista accidentalmente los pisa, la raya arquea el cuerpo y su cola, para inmediatamente clavarle profundamente su aguijón en algún músculo de la pierna del desafortunado, lo que le producirá una herida ulcerante, de rebelde de curación. Por esta razón son animales odiados y temidos, empleando los pobladores ribereños técnicas para evitar los accidentes con este pez, la más común es azotar las aguas de un sector adecuado para el baño, empleando ramas o palos, con el objetivo de hacer huir a los posibles ejemplares que se encontrasen allí.   
Se alimentan principalmente de otros peces a los que captura con la técnica del acecho, permaneciendo inmóvil y semienterrada a la espera del paso de alguna presa, la que será atacada por sorpresa.